# 中華民國陸軍裝甲騎兵第二〇二團
陸軍裝甲騎兵第二〇二團成立於1959年5月1日，隸屬中華民國陸軍第二軍，駐紮於新竹縣湖口鄉坪頂埔。為現今陸軍機械化步兵第三三三旅前身。

## 部隊編制
- 直屬單位：
  - 團部連
  - 衛生隊
  - 反裝甲連(改編為裝甲兵獨立第九五旅時增編單位)
- 下轄單位：
  - 裝甲騎兵第一營(由陸軍第一軍第七〇一搜索營改編)
  - 裝甲騎兵第二營(由陸軍第二軍第七〇四搜索營改編)
  - 新編裝甲騎兵第三營
  - 砲兵營(嘉禾一號案，由裝甲第二師撥入)
  - 戰車第七五一營(後期與裝甲騎兵第二〇八團裝騎第一營互調)
  - 戰車第七五二營(後期與裝甲騎兵第二〇八團裝騎第二營互調)
  - 戰車第七四二營
  - 裝甲步兵第一五一營(前身六四獨立旅裝步一四一營)
  - 裝甲砲兵營

## 沿革
- 1962年10月1日，陸軍裝甲騎兵第二〇二團改隸陸軍第一軍團
- 1970年8月1日，陸軍「嘉禾一號專案」實施，由陸軍裝甲第二師撥入一個砲兵營
- 1975年，陸軍「萬乘一號專案」、「萬乘二號專案」研發成功，戰車第七五一營獲得六四式輕戰車四十輛
- 1978年10月1日，陸軍「火牛二號專案」兵力整建，調整為裝甲旅編組，下轄團部連、通信連、保修連、戰車第七五一營、戰車第七五二營、戰車第七四二營、納編第六四旅裝甲步兵第一四一營更銜裝甲步兵第一五一營以及裝砲營等部隊，隸屬陸軍第六軍團
- 1979年7月，陸軍實施「崑崙專案」，下轄戰車第七五一營、第七五二營與陸軍裝甲騎兵第二〇八團裝甲騎兵第一營、第二營互調
- 1980年5月1日，陸軍「陸精一號專案」實施，改編為陸軍裝甲獨立第九五旅，旅部設於桃園大湳，下轄旅部連、通信連、裝騎連、工兵連、反裝甲連、化學兵連、戰車第七五一營、戰車第七五二營、裝甲步兵第一五一營、裝甲砲兵營、支援營、憲兵排
- 1981年5月1日，陸軍以新購之拖式飛彈，將各裝甲旅反裝甲連新增一拖式飛彈排
- 1984年11月16日，移防屏東潮州
- 1988年12月20日，移防屏東萬金
- 1999年10月1日，因應精實案，於屏東萬金改編為陸軍裝甲步兵第三九五旅，並納編陸軍機械化步兵第一〇九師裝甲步兵第一七三營及陸軍機械化步兵第二四九師裝甲步兵第一八一營
- 2004年4月1日，因應精進案，陸軍裝甲步兵第三九五旅與陸軍摩托化步兵第二九八旅併編，成立國軍第一支現代化機械化步兵旅，番號為陸軍機械化步兵第二九八旅
- 2007年1月，陸軍步兵第一一七旅併入陸軍機械化步兵第二九八旅。
- 2013年7月1日，因實施精粹案，陸軍機械化步兵第二九八旅更銜為陸軍機械化步兵第三三三旅以傳承陸軍步兵第三三三師番號，代號「埔光部隊」。

## 歷任指揮官
陸軍裝甲獨立第九五旅、裝甲步兵第三九五旅時期
●(1980)69.05- 姜明琳將軍
●(1983)72.05- 胡家麒將軍
●(1984)73.10- 王繩果將軍
●(1988)77.07- 譚光華將軍
●(1989)78.07- 張蘭澄將軍
●(1991)80.08- 陳澄財將軍
●(1993)82.12- 鄭旗生將軍
●(1995)84.05- 姚　強將軍
●(2000)89.07- 于國龍將軍
●(2003)92.06- 陳良沛將軍

## 民間代表社團
臉書搜尋：陸軍裝甲獨立95旅

## 軍旅及網路流傳的萬金旅名言
天山鳥飛絕，萬金人蹤滅
大金小金莫入萬金